# Kuivasjärvi (sjö i Finland, Birkaland)
Kuivasjärvi är en sjö i Finland. Den ligger i kommunen Parkano i landskapet Birkaland, i den sydvästra delen av landet, 240 km norr om huvudstaden Helsingfors. Kuivasjärvi ligger 136 meter över havet. Arean är 6,37 kvadratkilometer och strandlinjen är 24,52 kilometer lång. Sjön  ingår i Kumo älvs huvudavrinningsområde.   I omgivningarna runt Kuivasjärvi växer i huvudsak blandskog. Den sträcker sig 7,0 kilometer i nord-sydlig riktning, och 2,1 kilometer i öst-västlig riktning.
I övrigt finns följande i Kuivasjärvi:
- Saarelansaari (en ö)
- Unikallio (en ö)
- Koppikari (en ö)
- Salakari (en ö)
- Silokarit (en ö)